# Fagopyrum wenchuanense
Fagopyrum wenchuanense är en slideväxtart som beskrevs av J.R.Shao. Fagopyrum wenchuanense ingår i släktet boveten, och familjen slideväxter. Inga underarter finns listade i Catalogue of Life.